# Doplnění na čtverec
Doplnění na čtverec je postup pro transformaci algebraických výrazů, ve kterých se vyskytují členy s proměnnou v první i druhé mocnině. Doplněním na čtverec se výraz upraví tak, že v něm vystupuje pouze kvadrát dvojčlenu obsahujícího tuto proměnnou. Zbavíme se tedy první mocniny proměnné. Přesně řečeno polynom druhého stupně v proměnné x
{\displaystyle ax^{2}+bx+c}
převedeme do tvaru
{\displaystyle a(x+h)^{2}+k},
kde h a k jsou vhodně zvolené konstanty závislé na koeficientech a, b, c. Metodu lze použít například k řešení kvadratických rovnic, ke stanovení extrémů kvadratických funkcí, ke zjištění kanonického tvaru kvadriky nebo při výpočtu některých integrálů.
Doplnění na čtverec vychází z platnosti binomických formulí, tedy vzorečků {\displaystyle (u+v)^{2}=u^{2}+2uv+v^{2}} a {\displaystyle (u-v)^{2}=u^{2}-2uv+v^{2}}. Pokud jsou po ruce první dva členy na pravé straně některé z těchto formulí, lze „přičarovat“ třetí člen tak, že k výrazu přičteme nulu v podobě {\displaystyle 0=v^{2}-v^{2}}. Tím chybějící {\displaystyle v^{2}} do výrazu doplníme a lze použít příslušnou formuli, tedy přejít ke čtverci {\displaystyle (u+v)^{2}} nebo {\displaystyle (u-v)^{2}}.

## Postup

### Úprava kvadratické funkce
| Daná kvadratická funkce:               | {\displaystyle y=ax^{2}+bx+c\,}                         |
| Vytknutí koeficientu nejvyšší mocniny: | {\displaystyle y=a\left(x^{2}+{\frac {b}{a}}x\right)+c} |

V závorce nyní přičteme a zároveň odečteme stejnou vhodně zvolenou konstantu, čímž se hodnota závorky nezmění. Konstantu volíme tak, aby první tři sčítance tvořily čtverec nějakého dvojčlenu podle binomické formule. Jinými slovy chceme získat tvar {\displaystyle (x^{2}+2dx+d^{2})-d^{2}} Tento krok dal metodě jméno - doplňujeme nový člen, abychom získali čtverec, tedy druhou mocninu nějakého výrazu.
| Doplnění na čtverec:                                                   | {\displaystyle y=a\left(x^{2}+{\frac {b}{a}}x+\left({\frac {b}{2a}}\right)^{2}-\left({\frac {b}{2a}}\right)^{2}\right)+c} |
| První tři členy v závorce zapíšeme jako čtverec dvoujčlenu:            | {\displaystyle y=a\left[\left(x+{\frac {b}{2a}}\right)^{2}-\left({\frac {b}{2a}}\right)^{2}\right]+c}                     |
| Umocnění a roznásobení číslem a:                                       | {\displaystyle y=a\left(x+{\frac {b}{2a}}\right)^{2}-{\frac {ab^{2}}{4a^{2}}}+c}                                          |
| Poslední úpravy a hotovo:                                              | {\displaystyle y=a\left(x+{\frac {b}{2a}}\right)^{2}+\left(c-{\frac {b^{2}}{4a}}\right)}                                  |
| Z finálního tvaru lze snadno odečíst souřadnice vrcholu této paraboly: | {\displaystyle (x,y)=\left(-{\frac {b}{2a}},c-{\frac {b^{2}}{4a}}\right)}                                                 |

{\displaystyle x_{S}=-b/(2a)} je první souřadnice vrcholu - jde o záporně vzatý druhý sčítanec v umocněném dvojčlenu. Pokud totiž x nabývá této hodnoty, oba členy v první závorce se vyruší a dvojčlen je nulový, a tedy jeho druhá mocnina je nejmenší možná. Pro hodnotu {\displaystyle y} čili druhou souřadnici vrcholu paraboly {\displaystyle y_{S}} pak platí {\displaystyle y_{S}=c-a\cdot (x_{S})^{2}}, což je přímo druhá závorka čili konstantní člen upraveného výrazu,

#### Příklad
| Daná kvadratická funkce: | {\displaystyle y=2x^{2}-12x+13\,}  |
| Vytkneme dvojku:         | {\displaystyle y=2(x^{2}-6x)+13\,} |

Protože {\displaystyle ({\tfrac {6}{2}})^{2}=9}, přičteme „maskovanou nulu“ {\displaystyle 9-9}:
| Doplnění na čtverec:             | {\displaystyle y=2(x^{2}-6x+9-9)+13\,} |
| Zapíšeme jako mocninu dvojčlenu: | {\displaystyle y=2[(x-3)^{2}-9]+13\,}  |
| Roznásobíme:                     | {\displaystyle y=2(x-3)^{2}-18+13\,}   |
| Upravíme:                        | {\displaystyle y=2(x-3)^{2}-5\,}       |
| Souřadnice vrcholu:              | {\displaystyle (x,y)=(3,-5)\,}         |

### Řešení kvadratické rovnice
Doplnění na čtverec lze použít také k řešení kvadratické rovnice. Přitom si nepotřebujeme pamatovat vzoreček pro kořeny takové rovnice, stačí umět použít trik s doplněním na čtverec. Ukažme si to na příkladu:
| Zadaná kvadratická rovnice: | {\displaystyle 2x^{2}-12x=32\,} |
| Vykrácení:                  | {\displaystyle x^{2}-6x=16\,}   |

Levou stranu rovnice chceme mít ve tvaru {\displaystyle x^{2}-2dx+d^{2}}, abychom mohli použít vzorec pro čtverec dvojčlenu. Samozřejmě musíme {\displaystyle d^{2}} přičíst také k pravé straně rovnice:
| Doplnění na čtverec:                                    | {\displaystyle x^{2}-6x+9=16+9\,}                     |
| Zapíšeme jako mocninu dvojčlenu:                        | {\displaystyle (x-3)^{2}=25\,}                        |
| Odmocníme (pozor, bereme i zápornou hodnotu odmocniny): | {\displaystyle x-3=\pm 5\,}                           |
| Napíšeme si obě lineární rovnice a vyřešíme je:         | {\displaystyle x-3=-5\,} nebo {\displaystyle x-3=5\,} |
| Množina řešení:                                         | {\displaystyle x\in \{-2,8\}}                         |

### Integrace racionálních lomených funkcí
Neurčitý integrál
{\displaystyle \int {\frac {1}{4x^{2}-8x+13}}\,\mathrm {d} x}
lze ve jmenovateli upravit doplněním na čtverec
{\displaystyle 4x^{2}-8x+13=\dotsb =4(x-1)^{2}+9\,.}
Vytkneme-li a substituujeme za x - 1, dostaneme se k tabulkovému integrálu, v němž opět zpětně substituujeme x:
{\displaystyle {\begin{aligned}\int {\frac {1}{4x^{2}-8x+13}}\,\mathrm {d} x&={\frac {1}{4}}\int {\frac {1}{(x-1)^{2}+({\frac {3}{2}})^{2}}}\,\mathrm {d} x\\&={\frac {1}{4}}\cdot {\frac {2}{3}}\arctan {\frac {2(x-1)}{3}}+C\end{aligned}}}
V posledním transformačním kroku se použil známý integrál, který lze nalézt v tabulce primitivních funkcí:
{\displaystyle \int {\frac {1}{x^{2}+a^{2}}}\,\mathrm {d} x={\frac {1}{a}}\arctan {\frac {x}{a}}+C}

### Normální forma kvadriky
Kvadriku
{\displaystyle Q=\{(x,y)\in \mathbb {R} ^{2}\mid q(x,y)=0\}}, kde {\displaystyle q(x,y)=x^{2}+4xy+5y^{2}-6x-14y+9}
chceme upravit na afinní normální formu. Nejprve doplníme na čtverec v proměnné {\displaystyle x} ({\displaystyle y} se v tuto chvíli považuje za parametr), a potom v {\displaystyle y}. Postup je
{\displaystyle {\begin{aligned}q(x,y)&=x^{2}+(4y-6)x+5y^{2}-14y+9\\&=x^{2}+(4y-6)x+(2y-3)^{2}-(2y-3)^{2}+5y^{2}-14y+9\\&=(x+2y-3)^{2}-(2y-3)^{2}+5y^{2}-14y+9\\&=(x+2y-3)^{2}+y^{2}-2y\\&=(x+2y-3)^{2}+y^{2}-2y+1^{2}-1^{2}\\&=(x+2y-3)^{2}+(y-1)^{2}-1\end{aligned}}}
Substitucí {\displaystyle u=x+2y-3}, {\displaystyle v=y-1} získáme rovnicí kružnice {\displaystyle u^{2}+v^{2}=1}.